# Даги (село)
Даги — село в Ногликском городском округе Сахалинской области России, в 39 км от районного центра.
Находится на берегу реки Даги.
Названо по одноимённой реке. По состоянию на 1926 год большинство проживающих здесь были ороки.

## Население
| 2002 | 2010 | 2021 |
| ---- | ---- | ---- |
| 10   | ↘0   | →0   |

По переписи 2002 года население — 10 человек (7 мужчин, 3 женщины).